# 自由民主黨前座議員團隊
目前，自由民主黨是英國下議院第三大政黨。當該黨為反對黨時，自由民主黨黨魁會在國會兩院各自委任一支前座團隊，由黨內的國會議員及上議院議員組成，代表黨就不同議題作出評論及監察政府施政；其分工大致對應政府各個的大臣職位。前座團隊亦會分為多個政策小組，主要涵蓋經濟、外交與內政等核心政策範疇。

## 歷史及地位
過往，自由民主黨前座議員團隊並不使用「影子內閣」之術語，而是由不同政策發言人分別負責相關議題，而非直接對應各個內閣大臣職位。直至黨魁查尔斯·肯尼迪上任時，尤其於1997年大選後該黨的下議院議席大幅增加，導致部份資深議員開始自稱屬「影子內閣」。而查尔斯·肯尼迪決定更改用詞後，英國國會網站一度使用「自由民主黨影子內閣」一詞來取代原來的「前座團隊」稱號。
值得注意的是，由於20世紀英國以兩大政黨為主導的政治體系，影子內閣一般是指下議院最大反對黨（即是官方反對黨）的前座議員團隊，在憲政制度及國會議事程序中具有官方地位，因此相關做法曾經惹起爭議。當時作為官方反對黨的保守黨對此提出質疑。2001年，時任工黨籍財政大臣白高敦在下議院中曾發言調侃道：
現時下議院的局面十分罕見，我們同時有兩位影子財政大臣：其中一位來自福克斯通（指保守黨的夏偉明），另一位來自迪根咸（指自由民主黨的文斯·凯布尔）。這情況有點像中世紀的教皇並立，兩位議員同時聲稱自己是影子財相。我考慮在年內舉辦一場比試來決勝負。

及後，白高敦任內亦再度提及此事，將他與官方影子財政大臣歐思邦之間冷淡的關係作比較，以特顯他與自民黨祈維信較為和諧的關係作對比，並曾經稱後者為「來自迪根咸的影子財政大臣」。
2010年大選後，保守黨黨魁戴维·卡梅伦於同年5月11日就任首相；自由民主黨隨後與保守黨組成聯合政府，時任黨魁尼克·克萊格則出任副首相兼樞密院議長。這是自第二次世界大戰結束後，自由民主黨首次成為英國執政黨，而其前座議員團隊由出任政府官職的黨內議員組成。
在2015年大選，自由民主黨的下議院議席驟減至僅八席，退居為第四大黨。因此，當時英國國會網站改為列出蘇格蘭民族黨前座議員團隊，不再列出自由民主黨的前座議員團隊。
直到2024年大選，自由民主黨重奪第三大黨地位，僅次於執政的工黨及作為官方反對黨的保守黨。

## 待遇
在英國憲政體制下，官方反對黨享有一系列支援，為規模較小的反對黨（包括自由民主黨）所不具備，包括可獲額外資助以履行監察政府的職能（例如可獲撥款聘請政策顧問及行政人員）。除此之外，官方反對黨的黨魁與黨鞭可依法領取薪酬，並可使用國會內專屬設施，以協助其履行反對黨職能。
儘管如此，所有在國會擁有議席的政黨，包括非官方反對黨，亦可獲得肖特款，用以支持其國會黨團運作。

## 團隊列表
| 職務                         | 發言人     | 發言人                       | 任期       |
| ---------------------------- | ---------- | ---------------------------- | ---------- |
| 自由民主黨黨魁               |            | 愛德·戴維爵士 議員閣下，FRSA | 2020年至今 |
| 自由民主黨副黨魁             |            | 黛西·庫珀 議員               | 2020年至今 |
| 財經政策發言人               | 2024年至今 | 黛西·庫珀 議員               |            |
| 下議院首席黨鞭               |            | 溫蒂·張伯倫 議員             | 2020年至今 |
| 外交事務政策發言人           |            | 卡勒姆·米勒 議員             | 2024年至今 |
| 內政事務政策發言人           |            | 麗莎·斯馬特 議員             | 2024年至今 |
| 衛生及社會關懷政策發言人     |            | 海倫·摩根 議員               | 2024年至今 |
| 教育、兒童及家庭政策發言人   |            | 穆妮拉·威爾遜 議員           | 2021年至今 |
| 環境食物及鄉郊事務政策發言人 |            | 蒂姆·法伦 議員               | 2020年至今 |
| 內閣事務政策發言人           |            | 莎拉·奧爾尼 議員             | 2024年至今 |
| 商業政策發言人               |            | 莎拉·吉布森 議員             | 2024年至今 |
| 貿易政策發言人               |            | 克萊夫·瓊斯 議員             | 2024年至今 |
| 就業及退休保障政策發言人     |            | 史蒂夫·達林 議員             | 2024年至今 |
| 國防政策發言人               |            | 海倫·馬奎爾 BEM MP           | 2024年至今 |
| 國際貿易政策發言人           |            | 莫妮卡·哈丁 議員             | 2024年至今 |
| 歐洲政策發言人               |            | 詹姆斯·麥克利里 議員         | 2024年至今 |
| 婦女及平等政策發言人         |            | 克莉斯汀·渣甸 議員           | 2022年至今 |
| 蘇格蘭政策發言人             | 2022年至今 | 克莉斯汀·渣甸 議員           |            |
| 司法政策發言人               |            | 約什·巴布林德 議員，OBE      | 2024年至今 |
| 影子檢察總長                 |            | 本·馬奎爾 議員               | 2024年至今 |
| 關懷服務及照顧者政策發言人   |            | 艾莉森·班尼特 議員           | 2024年至今 |
| 心理衞生政策發言人           |            | 丹尼·錢伯斯 議員             | 2024年至今 |
| 醫院及基層醫療政策發言人     |            | 傑西·布朗-富勒 議員          | 2024年至今 |
| 科學創新及科技政策發言人     |            | 維多利亞·柯林斯 議員         | 2024年至今 |
| 文化傳媒及體育政策發言人     |            | 馬克斯‧威爾金森 議員         | 2024年至今 |
| 大學及技能政策發言人         |            | 伊恩·索洛姆 議員             | 2024年至今 |
| 能源安全及淨零政策發言人     |            | 皮帕·海林斯 議員             | 2024年至今 |
| 房屋社區及地方政府政策發言人 |            | 維姬·斯萊德 議員             | 2024年至今 |
| 運輸政策發言人               |            | 保羅·科勒 議員               | 2024年至今 |
| 房屋及規劃政策發言人         |            | 吉迪恩·阿莫斯 議員，OBE      | 2024年至今 |
| 威爾斯政策發言人             |            | 大衛·查德威克 議員           | 2024年至今 |
| 北愛爾蘭政策發言人           |            | 艾爾·平克頓 議員             | 2024年至今 |
| 倫敦政策發言人               |            | 盧克·泰勒 議員               | 2024年至今 |
| 影子下議院領袖               |            | 瑪麗·戈德曼 議員             | 2024年至今 |
| 副首席黨鞭                   |            | 汤姆·莫里森 議員             | 2024年至今 |

## 外部連結
- 自由民主黨——前座議員團隊 （页面存档备份，存于）
- 英國國會 - 自由民主黨影子內閣